# Rheinau (gemeindefreies Gebiet)
Das gemeindefreie Gebiet Rheinau ist der rechtsrheinische, auf deutschem Gebiet liegende Grundbesitz der französischen Stadt Rhinau (deutsch Rheinau) und umfasst 9,98 km². Es entspricht von der Ausdehnung her dem rechtsrheinischen Teil der Gemarkung Rhinau. Die Bezeichnung für das Gebiet variiert auch seitens amtlicher Stellen. Gebräuchliche Bezeichnungen sind Rheinau, gemeindefreies Gebiet Rheinau, gemeindefreier Grundbesitz oder Rheinauer Wald und daraus abgeleitete Kombinationen. Im Gemeindeverzeichnis des Statistischen Bundesamtes wurde das Gebiet lediglich unter der Bezeichnung Gemeindefreier Grundbesitz aufgeführt. Seit dem 31. Dezember 2010 heißt die Bezeichnung offiziell Rheinau, gemeindefreies Gebiet.
Rheinau ist neben dem Gutsbezirk Münsingen eines von zwei unbewohnten gemeindefreien Gebieten in Baden-Württemberg.

## Geografie
Das am Oberrhein gelegene Gebiet liegt etwa zwischen den Rheinkilometern 256 und 263. Es ist größtenteils bewaldet und von grundwassergespeisten Altwasserarmen, so genannten Gießen, durchzogen. Neben dem Altrhein gehören dazu Stückergraben (teilweise auf dem Gemeindegebiet von Rheinhausen im Breisgau), Entenhott, Fischpaß Kehle, Alter Kehle, Taubergießen (teilweise auf dem Gemeindegebiet von Kappel-Grafenhausen), Herrenkopf Kehle und Elz (teilweise auf dem Gemeindegebiet von Kappel-Grafenhausen). Im Norden des Gebiets, oberhalb der Rheinfähre und unterhalb des Bannwalds Herrenkopf, liegt der Baggersee Rhinau.
Das Gebiet grenzt auf deutscher Seite an die Gemeinden Rheinhausen im Breisgau (mit einem nur rund 100 Meter langen Grenzabschnitt, der im Rhein quer zur Fließrichtung verläuft), Rust (Südosten) und Kappel-Grafenhausen (Nordosten). Die Grenze mit Frankreich verläuft im Talweg des Rheins. Auf französischer, linksrheinischer Seite grenzt es nur an die Gemeinde Rhinau.
Im nördlichen Abschnitt des Gebiets besteht bei Rheinkilometer 261,07 eine Fährverbindung zwischen dem Ortsteil Kappel am Rhein der Gemeinde Kappel-Grafenhausen (Rheinstraße bzw. Landesstraße L 103) und der am Rhein gegenüberliegenden französischen Gemeinde Rhinau (Departementsstraße D 5 des Départements Bas-Rhin) durch die Fähre Rhenanus, die viertelstündlich verkehrt. Die Fähre hat Platz für 27 Kraftfahrzeuge und befördert im Tagesdurchschnitt über 4000 Personen (1,5 Millionen jährlich). Am Fähranleger befindet sich die Informationsstelle „Zollhaus Taubergießen“.
Die rund 1000 Meter der auf dem Gebiet verlaufenden Verlängerung der Rheinstraße „Kappel-Rheinfähre“ (Landesstraße 103) ist die einzige Straße im gemeindefreien Gebiet. Sie wurde 1847 und 1848 gemeinsam von den Gemeinden Kappel und Rhinau erbaut. In der Zeit der Zugehörigkeit Rhinaus zum Reichsland Elsaß-Lothringen und damit zum Deutschen Reich gab es an Stelle der heutigen Fähre eine Schiffbrücke, die am 25. Mai 1873 eröffnet wurde. 1874 nutzten im Tagesdurchschnitt 242 Fußgänger und 73 Fuhrwerke die Brücke; 1876 waren es 329 Fußgänger und 75 Fuhrwerke. Ab Dezember 1893 lag der Endbahnhof der Lokalbahn Rhein–Ettenheimmünster am Brückenkopf im gemeindefreien Gebiet. Die Lokalbahn wurde im Oktober 1921 stillgelegt, da der Verkehr ins Elsass praktisch zum Erliegen gekommen war, nachdem der Rhein wieder zur Staatsgrenze geworden war.

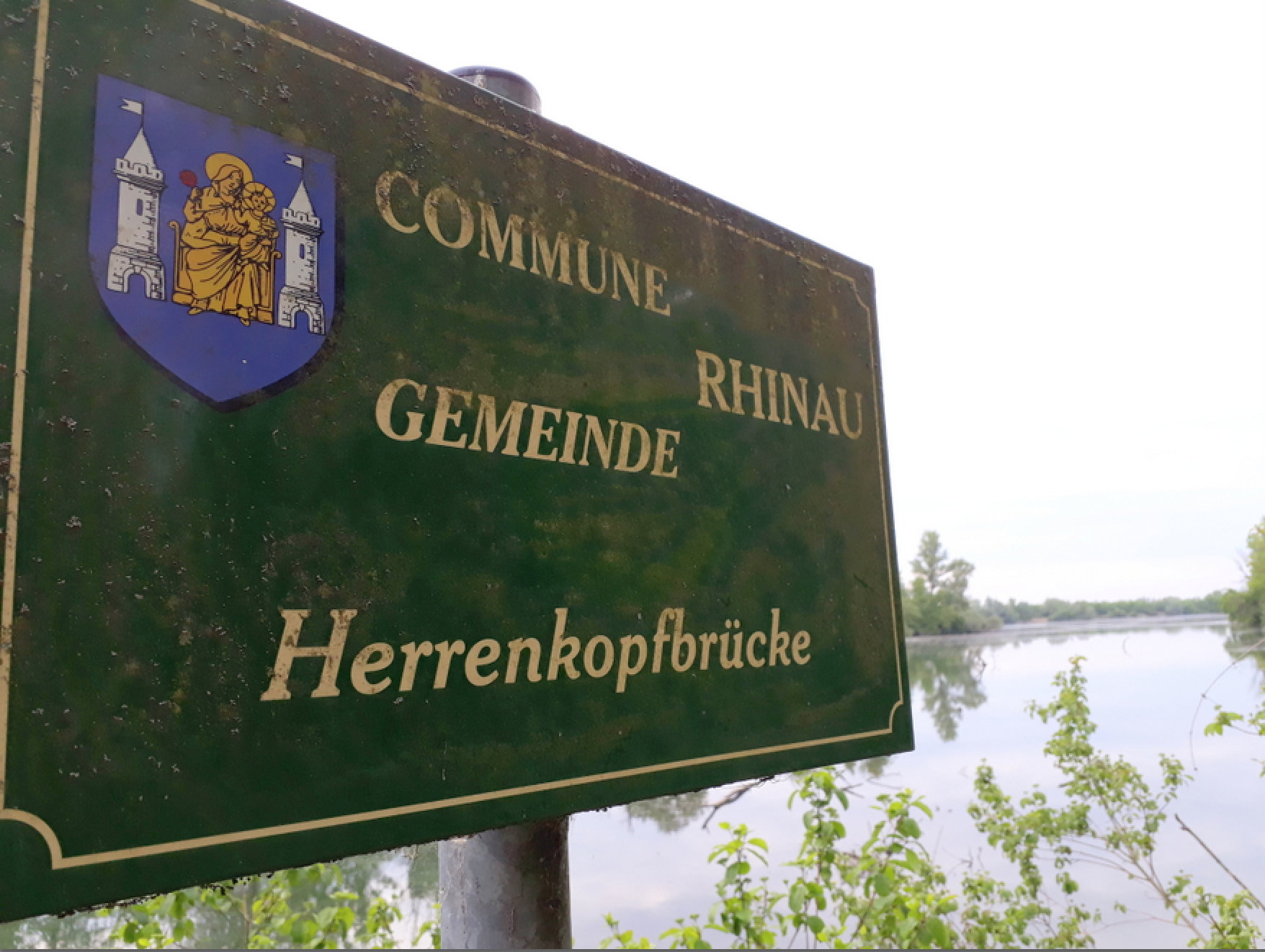
Schild an der Herrenkopfbrücke

Im Gebiet sind drei Wanderwege ausgewiesen:
- Schmetterlingsweg (2 km, Nähe Informationsstelle „Zollhaus Taubergießen“)
- Kormoranweg (6 km, Bannwald Herrenkopf bis zum Rheinufer), seit 2018 nicht begehbar[8]
- Orchideenweg (6,5 km, entlang des Tullaschen Hochwasserdamms)

Das Gebiet ist als Naturschutzgebiet sowie speziell als Vogelschutzgebiet ausgewiesen.
Das gemeindefreie Gebiet ist Teil des Naturschutzgebiets Taubergießen (das nach einem der Gießen benannt ist) und macht 59,3 % seiner Fläche aus. Im Norden des Gebiets liegt der Bannwald Herrenkopf. Im Süden liegen Bannwald Dornskopf, Bannwald Streitkopf und Schonwald Schaftheugrund.
Nach der Flächennutzungsstatistik zum 31. Dezember 2004 ergab sich eine vorwiegende Nutzung durch Wald (95,4 % Laubwald), Grünland und Wasserfläche:
| Flächennutzung 31. Dezember 2004 | Hektar | Prozent |
| -------------------------------- | ------ | ------- |
| Wald                             | 523    | 52,4    |
| Grünland                         | 204    | 20,4    |
| Ackerland                        | 010    | 01,0    |
| Wasserfläche                     | 240    | 24,0    |
| andere Nutzung                   | 021    | 02,1    |
| Summe                            | 998    | 100,00  |

Die Landwirtschaftsfläche (Grünland und Ackerland) wird von Landwirten aus der französischen Nachbargemeinde Rhinau bewirtschaftet. Die Ackerschlepper haben in der Periode von April bis Oktober Vorfahrtsrecht auf der Rheinfähre.

## Geschichte

### Entstehung des gemeindefreien Gebiets

Gebiet des heutigen gemeindefreien Gebiets Rheinau vor (1828) und nach (1882) der Rheinkorrektion:
Hoheitsgrenze und Talweg 1827
Bann- und Eigentumsgrenze

Rhinau ist die letzte von einst vielen Gebietskörperschaften am Oberrhein, deren Gebiet sowohl deutsches wie auch französisches Staatsgebiet umfasste. Grund hierfür waren die ständigen Veränderungen im Lauf des Rheins, der vor seiner Korrektion im 19. Jahrhundert in zahlreichen Armen zwischen Inseln und Kiesbänken verlief. Dadurch hatten viele Ufergemeinden Bann- und Eigentumsrechte auf beiden Seiten des Stroms. Rhinau lag vor 1398 rechts des Rheins, wechselte dann auf die linke Flussseite und war ab 1502 nochmals für einige Jahre rechtsrheinisch. Am 23. September 1542 entschied der Straßburger Bischof Erasmus einen Streit zwischen Rhinau und Kappel um den heutigen Taubergießen zugunsten Rhinaus.
Die heutige Grenze zwischen dem gemeindefreien Gebiet Rheinau und den angrenzenden deutschen Gemeinden geht zurück auf Bestimmungen des Ersten und Zweiten Pariser Friedens von 1814 und 1815. Damals wurde die Verbindungslinie der tiefsten Punkte in der Längsrichtung des Rheins – der Talweg – als deutsch-französische Staatsgrenze festgelegt. Da der Talweg seine Lage kontinuierlich änderte, sollte eine feste Bann- und Eigentumsgrenze geschaffen werden, die das Gebiet französischer und deutscher Gemeinden trennte. Die 1814 und 1815 getroffenen Regelungen hoben Bestimmungen des Friedens von Lunéville von 1801 auf, der den Talweg als Staats- und Eigentumsgrenze bestimmt hatte. Bereits im 18. Jahrhundert sollten anhaltende Streitigkeiten der Ufergemeinden durch eine vom Talweg unabhängige Bann- und Eigentumsgrenze beendet werden; das Vorhaben konnte wegen der Französischen Revolution nicht zu Ende geführt werden.
1817 nahm die badisch-französische Rheingrenzberichtigungskommission ihre Arbeit auf. Die Tätigkeit der Kommission war überaus schwierig, da die Pariser Verträge Unklarheiten aufwiesen und die geforderte Rekonstruktion der Verhältnisse von 1801 durch die zwischenzeitlich eingetretenen topografischen Änderungen ebenso aufwändig war wie der Nachweis der Rechtstitel durch die Gemeinden. Als Bann- und Eigentumsgrenze entstand an der gesamten badisch-französischen Grenze ein Polygonzug mit 120 Punkten, der mehrfach den Rheinlauf kreuzte. Im Gebiet von Rhinau waren die Arbeiten 1823 im Wesentlichen beendet; hier verlief die Bann- und Eigentumsgrenze östlich des Rheins. Ein Grenzvertrag zwischen Baden und Frankreich vom 5. April 1840 bestätigte die Staats- sowie die Bann- und Eigentumsgrenze und enthielt zugleich Bestimmungen über die Korrektionsarbeiten, die 1840 nach den Plänen von Tulla eingeleitet wurden. Durch die Rheinkorrektion wurde bis 1879 ein einheitliches Flussbett geschaffen, in dem fortan der Talweg verlief.

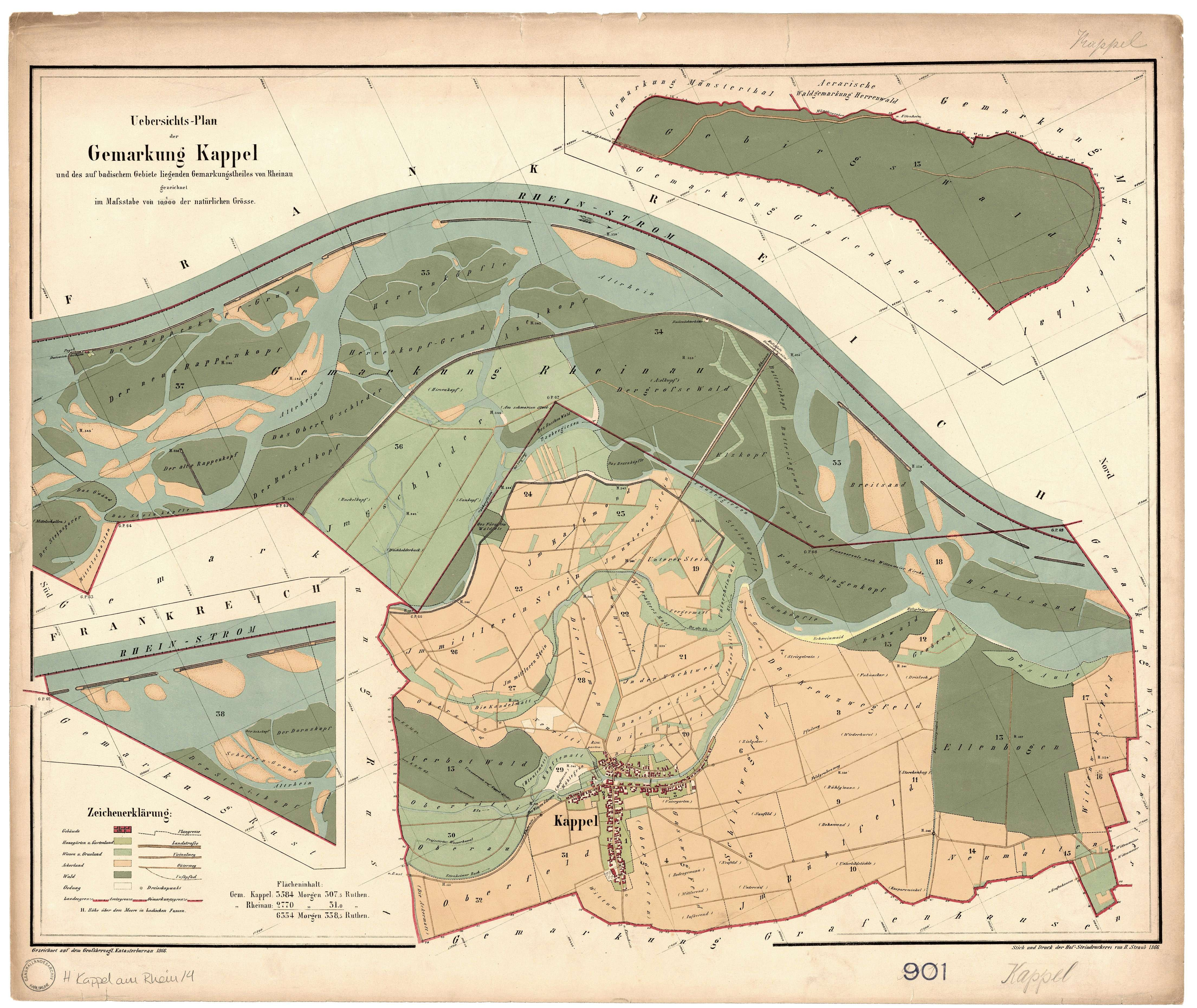
Karte des badischen Teils der Gemarkung Rhinau und der Gemarkung Kappel von 1866

In einem weiteren badisch-französischen Vertrag von 1857 erklärten es beide Seiten für wünschenswert, dass ihre Gemeinden zukünftig kein Grundeigentum am gegenüberliegenden Ufer besitzen. In den folgenden Jahren – insbesondere während der Zugehörigkeit des Elsass zum Deutschen Reich zwischen 1871 und 1918 – tauschten oder verkauften viele Gemeinden ihr Grundeigentum. 1918 besaßen noch 44 badische Gemeinden 4482 Hektar linksrheinische und 23 elsässische Gemeinden 1940 Hektar rechtsrheinische Gemarkungsteile. Ob die badischen Gemeinden ihren linksrheinischen Besitz im Friedensvertrag von Versailles 1919 verloren, blieb rechtlich umstritten. Nach Akten des früheren Landratsamtes Lahr forderten französische Behörden nach 1920 die Gemeinde Rhinau mehrfach auf, ihren rechtsrheinischen Besitz zu veräußern, um Grenzkonflikte zu vermeiden. Die Gemeinde habe dies abgelehnt, da der Ort ausschließlich von der Landwirtschaft lebe und deshalb der Verlust der Flächen den „wirtschaftlichen Zusammenbruch“ Rhinaus zur Folge haben werde.
Heutige rechtliche Grundlage des gemeindefreien Gebiets ist der deutsch-französische Grenzvertrag vom 14. August 1925, in dem sich die deutsche Regierung verpflichtete,

„daß der rechtsrheinische Grundbesitz der Gemeinde Rhinau, soweit er im Eigentum dieser Gemeinde steht, niemals und in keiner Form der Gemarkung einer badischen Gemeinde einverleibt wird.“

Der Grenzvertrag war zugleich die faktische Anerkennung, dass der linksrheinische Besitz badischer Gemeinden 1919 an Frankreich gefallen war. Frankreich akzeptierte, dass zwischenzeitlich der rechtsrheinische Besitz der elsässischen Gemeinden Mothern und Munchhausen in die Gemarkungen von Illingen und Steinmauern einbezogen worden war.
Dem Vertrag von 1925 zufolge hat Rhinau das Jagdrecht in seiner rechtsrheinischen Gemarkung. Die Gemeinde kann französische Staatsangehörige zu Forst- und Jagdhütern sowie Fischereiaufsehern ernennen; sie sind gemäß der badischen Gesetzgebung tätig. Rhinau ist für den Unterhalt von Wegen, Dämmen und Gräben verantwortlich. Die Gemeinde ist zur Zahlung von Reichs- und Landessteuern verpflichtet und dabei außerhalb Deutschlands wohnenden Grundeigentümern gleichgestellt. Von Gemeindesteuern ist Rhinau befreit. Hoheitliche Aufgaben wie Grundbuch und Ortspolizei übernimmt Kappel. Die Geburt eines Kindes auf einem Binnenschiff im gemeindefreien Gebiet wurde in Kappel standesamtlich beurkundet.
In der Zeit des Nationalsozialismus wurde das gemeindefreie Gebiet 1938 beim Bau des Westwalls der Gemeinde Rhinau entzogen und den Gemarkungen von Rust (402 Hektar) und Kappel (592 Hektar) zugeschlagen. Ein Enteignungsverfahren wurde eingeleitet, aber 1944 eingestellt, so dass die Gemeinde Rhinau privatrechtlich Eigentümerin blieb. Auf Anordnung der französischen Militärverwaltung wurde das gemeindefreie Gebiet im März 1946 wiederhergestellt.

### Konflikte um den Naturschutz

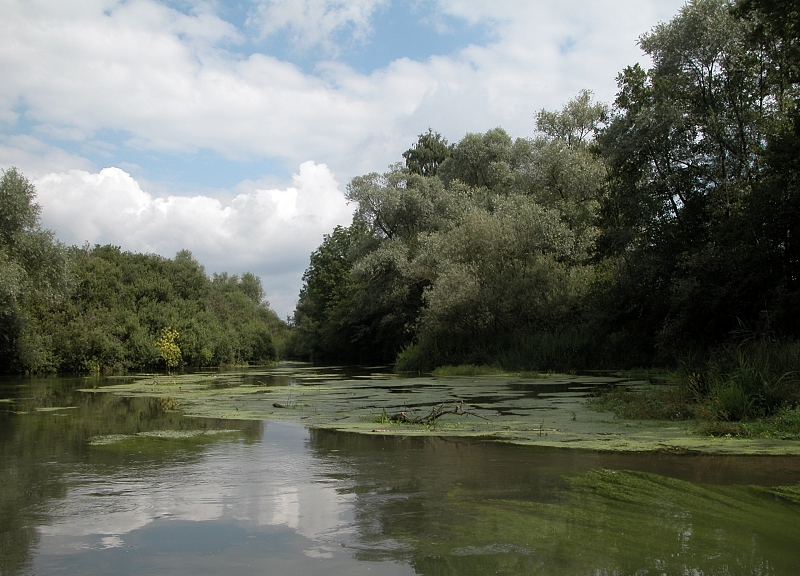
Der Taubergießen in der Nähe des gemeindefreien Gebiets Rheinau

Am 18. Juli 1955 wurden große Teile des gemeindefreien Gebiets als Landschaftsschutzgebiet „Taubergießen“ ausgewiesen. Entsprechende Initiativen von Naturschützern gingen bis in die 1930er Jahre zurück; die schlechte Verkehrsverbindung nach Rhinau hatte zur Erhaltung eines natürlichen Zustands dieses Teils der Rheinauen beigetragen. Nach Angaben von 1968 hatte die Gemeinde Rhinau 1954 Einwände gegen die Ausweisung des Landschaftsschutzgebietes, die jedoch den deutschen Behörden nicht bekannt geworden sein sollen. Zwischen 1966 und 1970 durchgeführte Untersuchungen der Bundesanstalt für Vegetationskunde, Naturschutz und Landschaftspflege kamen zu dem Ergebnis, dass das Taubergießen-Gebiet von hoher wissenschaftlicher Bedeutung ist. Im Frühjahr 1977 wurde das Landschaftsschutzgebiet vorläufig und Anfang 1979 endgültig als Naturschutzgebiet ausgewiesen. Die mit dem Naturschutz einhergehenden Nutzungseinschränkungen führten ab Mitte der 1960er Jahre zu mehreren Konflikten zwischen der Gemeinde Rhinau und deutschen Behörden, die 1982 durch eine Vereinbarung zwischen dem Land Baden-Württemberg und der Gemeinde geregelt wurden.
Im Februar 1967 beantragte die Gemeinde Rhinau beim Landkreis Lahr den Betrieb einer Kiesgrube im gemeindefreien Gebiet. Der Antrag wurde genehmigt, wobei der Kiesabbau ausschließlich von Schiffen aus erlaubt war. Als der Pächter der Kiesgrube zusätzliche Anlagen an Land bauen wollte, wurde dies abgelehnt, da die Anlagen eine erhebliche Schädigung der Natur und eine Verunstaltung des Landschaftsbildes darstellen würden. Der Rhinauer Bürgermeister drängte auf die Genehmigung der Anlagen und argumentierte, die Gemeinde sei auf die Einnahmen aus dem Kiesabbau angewiesen, um unter anderem eine Schule zu bauen. Nachdem der bisherige Pächter der Kiesgrube seinen Vertrag gekündigt hatte, fand sich ein neuer Betreiber, der den Kies in der ursprünglich erlaubten Art abbauen wollte. Im August 1970 genehmigte das baden-württembergische Innenministerium den Kiesabbau bis zum Jahr 2000.
Im Mai 1967 verpachtete die Gemeinde Rhinau Wiesen im gemeindefreien Gebiet neu. Die Pachtverträge enthielten keine Bestimmungen zu den Nutzungseinschränkungen im Landschaftsschutzgebiet. Ein Teil der damaligen Wiesen ist in Karten des 19. Jahrhunderts zunächst als Acker, später als Wiese dargestellt. Nach jahrzehntelanger extensiver Nutzung hatte sich ein Halbtrockenrasen mit zahlreichen Orchideen entwickelt. Einer der neuen Pächter, ein Landwirt aus Rhinau, wollte zusammen mit deutschen Unterpächtern Mais anbauen und pflügte zwischen 1967 und 1969 mehrere Wiesen um. Im Dezember 1969 untersagte das Landratsamt Lahr das Umpflügen und drohte ein Zwangsgeld an. Eine hiergegen gerichtete Klage des Landwirts vor dem Verwaltungsgericht Freiburg blieb erfolglos. Im Januar 1970 kündigte die Gemeinde Rhinau den Pachtvertrag des Landwirts fristlos. Eine von deutschen Behörden zum Schutz der Orchideen vorgeschlagene maximale Düngermenge erachtete der Rhinauer Gemeinderat für zu gering. Noch Ende der 1970er Jahre wurden Wiesen im gemeindefreien Gebiet in Äcker umgebrochen.
Zusammen mit den deutschen Anliegergemeinden des Taubergießen und mehreren Naturschutzorganisationen wandte sich die Gemeinde Rhinau im Februar 1973 gegen den Bau eines Kanals, mit dem zum Teil ungeklärtes Abwasser aus der Breisgauer Bucht zum Rhein geleitet werden sollte. Rhinau befürchtete den Verlust von 50 Hektar Auwald und verwies darauf, dass die Gemeinde bereits große Opfer für den Erhalt des Landschaftsschutzgebietes gebracht habe. Die Planung des Abwasserkanals wurde 1977 aufgegeben, was die Sicherstellung des Taubergießen als Naturschutzgebiet ermöglichte.
Am 22. Dezember 1982 schlossen das Land Baden-Württemberg und die Gemeinde Rhinau eine Vereinbarung über die Bewirtschaftung der Wiesen, die Ausübung von Jagd und Fischerei sowie über Entschädigungen für die Nutzungseinschränkungen im Naturschutzgebiet. Rhinau sagte zu, dass keine weiteren Wiesen in Äcker umgebrochen werden. Noch vorhandene Wiesen wurden als Reservatsfläche ausgewiesen, die zukünftig nicht mehr gedüngt werden dürfen. Für die Nutzungseinschränkungen erhält Rhinau vom Land eine Geldentschädigung oder Heu frei Fähre Rhinau. Für den Fall von Meinungsverschiedenheiten wurde eine paritätisch besetzte Schiedskommission vereinbart, deren Obmann vom Geobotanischen Institut Rübel bei der ETH Zürich ernannt wird.
2007 beteiligte sich die Gemeinde Rhinau an der Finanzierung eines Naturschutzprojektes, mit dem die Durchströmung der Gewässer des Taubergießen-Gebiets verbessert und die Ablagerung von Sedimenten verhindert werden sollte. Flächen im Norden des gemeindefreien Gebiets sind Teil des im Bau befindlichen Hochwasser-Rückhalteraums Elzmündung. Durch einen gesteuerten Polder soll im Zuge des Integrierten Rheinprogramms der Hochwasserschutz in flussabwärts gelegenen Gebieten wiederhergestellt werden.

## Weitere Daten
- Regionalschlüssel bis zum 31. Dezember 2008: 08 3 17 0000 971
- Regionalschlüssel ab dem 1. Januar 2009: 08 3 17 9971 971
- Gemarkungsschlüssel: 5020